# 17 sui de tian kong
17 sui de tian kong (chinês: 17歲的天空, pinyin: Shíqī Suì de Tiānkōng) é um filme taiwanês de 2004 dirigido por Chen Yinjung. É estrelado por Tony Yang, Duncan Chow, King Chin, Dada Ji, Jimmy Yang e Jason Chang. É um filme de comédia romântica gay sobre Chou Tien Tsai, um jovem romântico taiwanês que faz uma viagem para visitar pessoalmente um namorado online pela primeira vez. Achando que seu relacionamento na Internet é inadequado para sua vida real, ele segue em frente com sua vida e mora com um velho amigo seu. O filme descreve as experiências de Tien com seu leal companheiro de quarto e seus amigos, e um relacionamento surpreendente que ele desenvolve com o "Playboy" local.

## Elenco
- Tony Yang como Chou Tien Tsai
- Duncan Chow como Bai Tieh Nan/Richard Bai
- Jin Qin como Yu
- Jason Chang como Jun
- Dada Ji como C.C.
- James Yun como Alan
- Jeff Locker como Ray
- Ladder Yu como Kevin
- Huang Guanjie como Jay
- Yang Tzelong como o encanador

## Recepção
O filme foi o filme de ficção de maior bilheteria em Taiwan em 2004. No entanto, foi proibido em Singapura porque "retratava a homossexualidade como normal e uma progressão natural da sociedade".